# Обстрелы Днепра
После российского вторжения на территорию Украины 24 февраля 2022 года украинский город Днепр и его окрестности стали объектом неоднократных обстрелов и бомбардировок со стороны России (включая удары крылатыми ракетами, ракетами С-300 и беспилотниками-камикадзе «Шахед-136»). В результате этого погибли десятки человек мирного населения и много сотен получили ранения.

## Удары в 2022 году

### Март
Днепр впервые был обстрелян во время вторжения России в Украину 11 марта 2022 года. Три ракеты попали в город, убив одного человека, ударив поблизости от жилого дома и детского сада. 15 марта Международный аэропорт Днепр был атакован российскими ракетами. Разрушению подверглись взлетно-посадочная полоса аэропорта и терминал.

### Апрель
10 апреля 2022 года, российские войска нанесли два повторных ракетных удара: первый — в 10:00, второй — в 12:00, что привело к серьёзному повреждению инфраструктуры аэропорта. При этом пострадали шесть спасателей ГСЧС Украины.

### Июль
15 июля 2022 года Днепр опять атаковали. В результате погибли четыре человека, 16 получили ранения.

### Сентябрь
Утром 29 сентября 2022 года ракеты попали в жилые районы Днепра, в результате чего погибли 4 человека.

### Октябрь
Днепр также пострадал во время российских ракетных ударов 10 октября 2022 года. По нему было выпущено не менее пяти ракет. В ходе атаки, произошедшей в утренний час пик, погибли трое мирных жителя.

## Удары в 2023 году

### Январь
14 января 2023 года был произведён ракетный удар по жилому дому в Днепре. Около 15:30 ракета типа Х-22 поразила девятиэтажный жилой дом по адресу Набережная Победы, 118, разрушив два подъезда и 72 квартиры; 236 квартир получили повреждения. В результате удара погибло не менее 46 человек и ранено не менее 80, а ещё 11 человек пропали без вести. Удар по этому дому стал самой кровопролитной российской атакой на мирный объект в Украине с момента удара 9 июля 2022 года по Часову Яру полугодом ранее. В Днепре был объявлен трёхдневный траур. В российских городах стали появляться стихийные мемориалы в память о погибших мирных жителях в Днепре. Кроме того, были уничтожены 25 автомобилей. 

## Удары в 2024 году

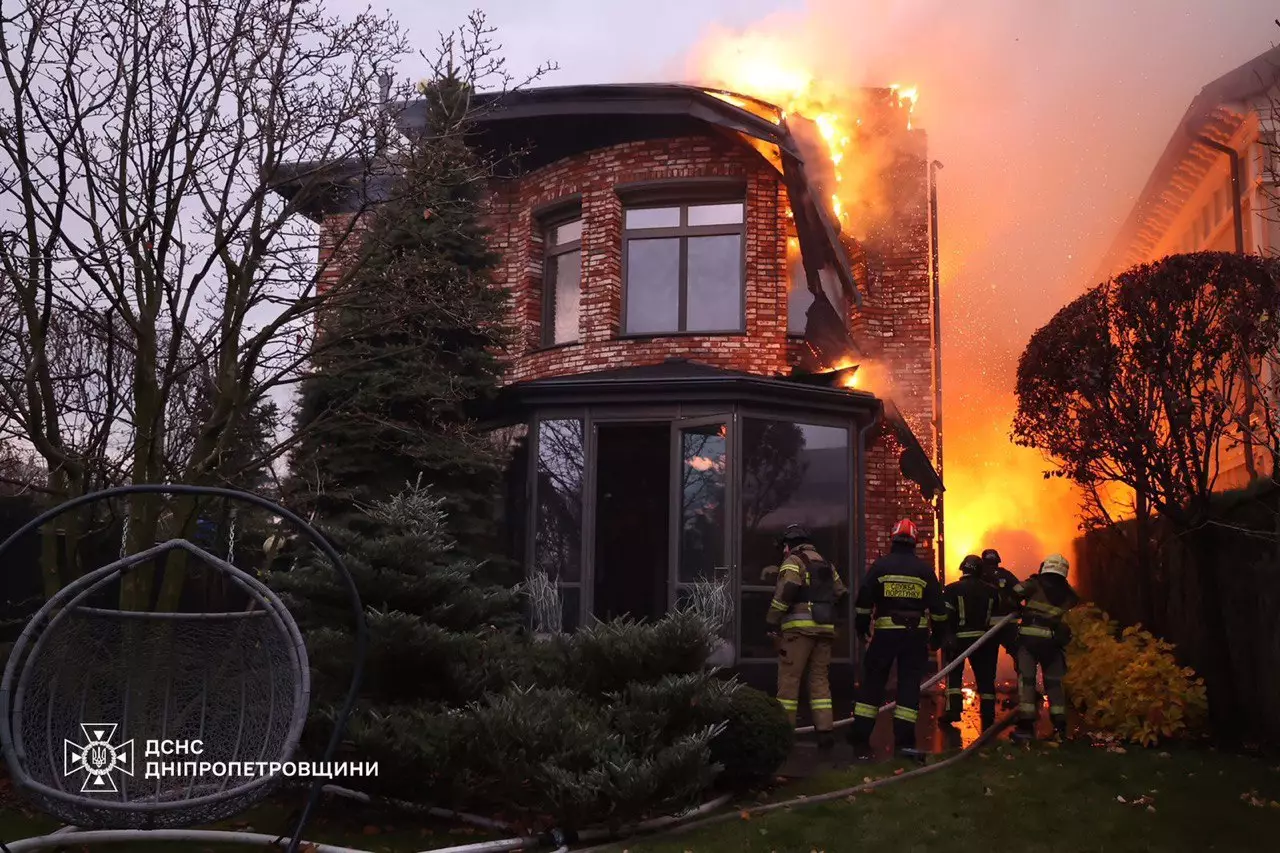
Дом в Днепре после удара 21 ноября 2024 года

Утром 21 ноября 2024 года в ходе вторжения в Украину российские войска нанесли очередную ракетную атаку по городу Днепр, используя ракеты разных типов. По словам украинских военных, в ходе атаки были использованы семь ракет Х-101 и одна Х-47М2 «Кинжал».
Для атаки Россией была впервые применена новая баллистическая ракета средней дальности, разработанная как носитель ядерных боеголовок. Представители Украины заявляли о применении межконтинентальной баллистической ракеты.

## Удары в 2025 году

### Март
Поздно вечером 11 марта Днепр подвергся массированной атаке беспилотников, которая продолжалась всю ночь. В результате атак пострадал один мужчина. Инфраструктура, предприятия и около 10 частных домов были повреждены в результате атак или вызванных ими пожаров.

### Июнь
24 июня 2025 года примерно в 11:01 российские войска нанесли ракетные удары балистическими ракетами, из-за чего в Днепре погибли 21 человек, а ранения получили не менее 340 человек, среди которых 38 детей. Были повреждены жилые дома, 8 медицинских учреждений, 19 школ, десятки детских садов и более сотни машин. 25 июня в городе Днепр объявили днём траура.